# Concordia University, Seward

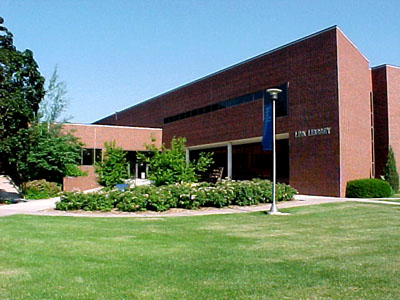
Link Library.

Concordia University i Seward, Nebraska, USA, är en kristen högskola knuten till Lutheran Church - Missouri Synod. En stor del av studenterna är blivande präster och lärare inom samfundet. Skolan startades 1894.